# Hanna Ereńska-Barlo
Hanna Ereńska-Barlo (* 12. November 1946 in Posen) ist eine polnische Schachspielerin.

## Lebenslauf

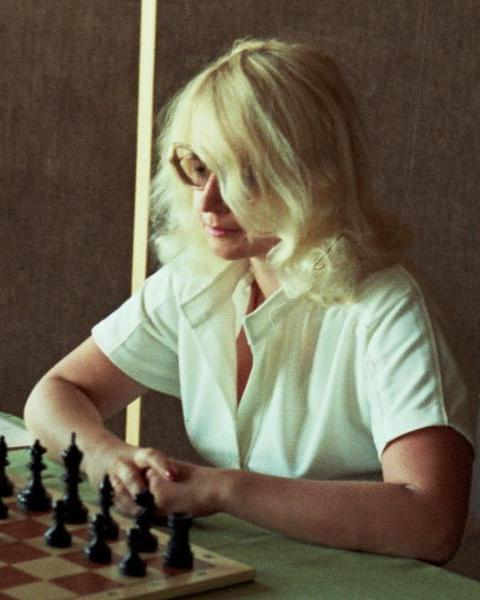
Hanna Ereńska, Interzonenturnier 1982

Hanna Ereńska-Barlo ist Zahnärztin und diplomierte Opernsängerin, international bekannt wurde sie jedoch als Schachspielerin.
Sie heiratete Werner Barlo (1937 – 2024) und wohnt seit vielen Jahren in Berlin, wo sie für den SK Zehlendorf e. V. spielt.
Ihr Bruder Przemysław Ereński (1934–2024) war ebenfalls ein starker Schachspieler, der im Juli 1985 seine höchste Elo-Zahl von 2275 erreichte, zwischen 1960 und 1989 siebzehnmal an der I liga bzw. Endrunde der polnischen Mannschaftsmeisterschaft teilnahm, 1972 mit Pocztowiec Poznań die polnische Mannschaftsmeisterschaft im Blitzschach gewann und bei polnischen Einzelmeisterschaften im Blitzschach einen zweiten und zwei dritte Plätze erreichte.

## Schach
Sie konnte 1971, 1972, 1977, 1979 und 1980 die polnische Landesmeisterschaft der Frauen für sich entscheiden.
Aufgrund ihrer Erfolge erhielt sie 1981 den Titel Großmeister der Frauen (WGM) und war damit erste Polin, die diesen Titel errang.
Sie spielte in Bad Kissingen bei zwei internationalen Frauenturnieren mit, und zwar 1977 ein internationales Damenturnier und 1982 das Interzonenturnier in Bad Kissingen.
Ereńska-Barlo wird bei der FIDE als inaktiv geführt, da sie seit dem Schachfestival Bad Wörishofen im März 2011 keine Elo-gewertete Partie mehr gespielt hat.
| Hier fehlt eine Grafik, die leoder im Moment aus technischen Gründen nicht angezeigt werden kann. Wir arbeiten daran! |

## Seniorenturniere
Nachdem sie bei Senioren-Weltmeisterschaften der Frauen bereits dreimal Vizeweltmeisterin geworden war und zweimal den dritten Platz belegt hatte, gelang ihr 2007 in Gmunden bei der 17. Weltmeisterschaft schließlich der Titelgewinn vor Ludmila Saunina und Tamāra Vilerte. Vorbereitet hatte sie sich dabei mit dem ersten polnischen Großmeister Włodzimierz Schmidt.
Ebenfalls 2007 spielte sie in Hockenheim bei der Senioren-Europameisterschaft der Frauen (drittbeste Frau), Fatalibekowa wurde Erste. 2005 hatte sie in Bad Homburg vor der Höhe die Senioren-Europameisterschaft der Frauen gewonnen.
Bei der Weltmeisterschaft der Senioren 2002 gewann sie die erstmals ausgetragene Blitzweltmeisterschaft der Frauen.

## Nationalmannschaft

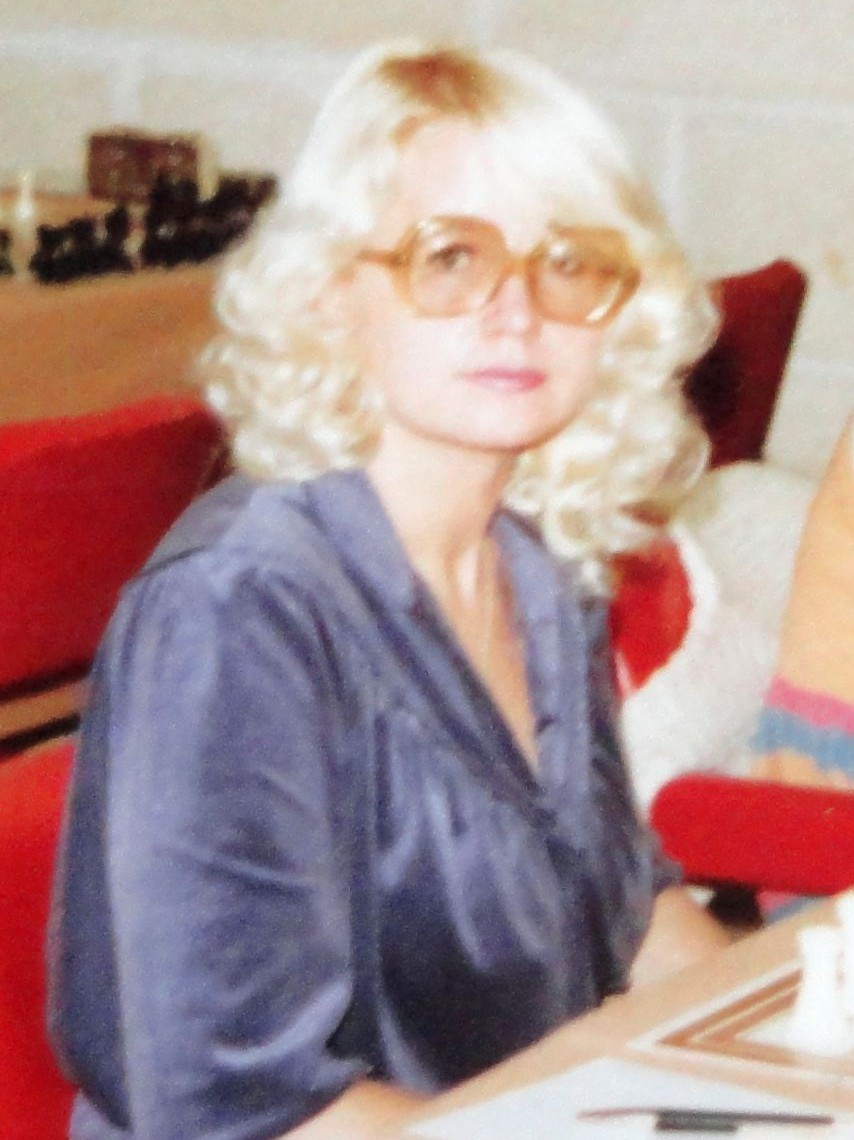
Hanna Ereńska, 1980 bei der Schacholympiade in Valletta

Hanna Ereńska nahm zwischen 1972 und 1992 an acht Schacholympiaden der Frauen teil. Bei der Schacholympiade 1980 in Valletta erreichte sie sowohl mit der Mannschaft als auch in der Einzelwertung am ersten Brett den dritten Platz. Bei der Schacholympiade 1972 in Skopje erreichte sie am zweiten Brett das zweitbeste Einzelergebnis.
An der Mannschaftseuropameisterschaft der Frauen nahm sie 1992 teil.

## Vereine
An der polnischen Mannschaftsmeisterschaft nahm Ereńska-Barlo zwischen 1965 und 2003 mindestens 26 mal mit KS Pocztowiec TP S.A. Poznań teil. Sie gewann die polnische Mannschaftsmeisterschaft 1985 und 1988. Mit KS Pocztowiec TP S.A. Poznań nahm sie am European Club Cup 1989/90 teil.